# Tulipe (folklore hongrois)
Pour les articles homonymes, voir Tulipe.

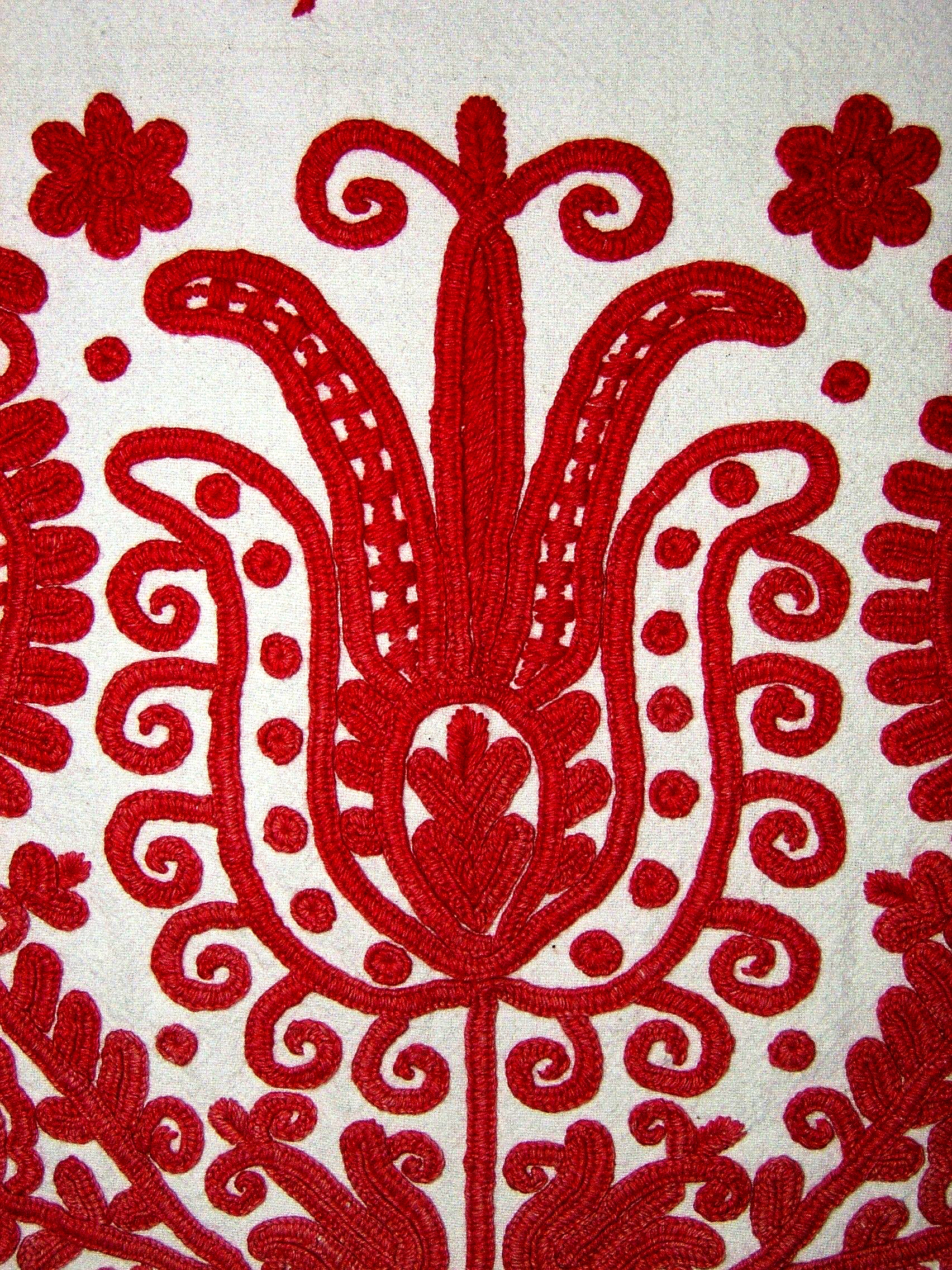
Motif de tulipe sur broderie hongroise, région de Kalotaszeg (actuelle Roumanie).

La tulipe (en hongrois : tulipán) est un symbole ancien du folklore hongrois. Selon l'ethnographe Gábor Lükő, il s'agit du plus vieux motif floral de la culture hongroise, sans doute lié aux origines centre-asiatiques du peuple magyar. Symbole très chargé de la religion proto-magyare, on le trouve comme motif récurrent sur les broderies traditionnelles, les décorations d'objets du quotidien ou certains monuments ayant une forte connotation rituelle (székelykapu, kopjafa).